# Ash Dargan
Ash Dargan ist ein indigener australischer Musiker. Er stammt von der kulturellen Gruppe der Larrakia aus dem Nordterritorium.
Dargan erhielt ab dem Alter von acht Jahren eine klassische Musikausbildung an der Trompete. Mit 22 Jahren kam er zurück zu seinen kulturellen Wurzeln und widmete sich dem Didgeridoo. Dargans Großmutter und Großonkel unterstützten ihn bei der musikalischen Annäherung an das Didjeridoo und seiner tieferen kulturellen Bedeutung. So lernte er das unbegrenzte Potential des rhythmischen Ausdrucks kennen und gewann die Fähigkeit, die Macht natürlicher und spiritueller Welten zu repräsentieren.

## Diskografie
- World Rhythms (2009)
- Trance Scapes (2007)
- Demurru Meditation (2007)
- Breath of Man (2007)
- Island Warriors (2007)
- Kakadu (2007)
- Very Best of Ash Dargan (2007)
- Aphrodidjiac (2007)
- Wirrimbah (2007)
- Earth Rhythms (2007)
- Rasta (2005)
- Celtic Dreamtime (2003)
- Sticks, Bones & Song Stones (2003)
- Ash Dust & Dirt (2003)
- Postcard from Ash Dargan (2002)
- Cool Jazz Hot Didj (2002)
- Wild Australia (2002)
- Pharoahs Dreamtime: Journey Between World (2001)
- Spirit Dreams (2000)
- Splinters (1999)

Mit David Hudson
- Spirit of Australia: Didjeridoo (2009)
- Best of Indigenous (2009)

Mit Dawn und Ron Wa
- Red Moon (2009)

Mit Verschiedenen
- Flamenco & Didjeridu Passions (2003)